# Sumberejo (Manyar)
Sumberejo is een bestuurslaag in het regentschap Gresik van de provincie Oost-Java, Indonesië. Sumberejo telt 617 inwoners (volkstelling 2010).